# Coincya cheiranthos
Espèce
Synonymes
- Arabis sylvestris Scop.[2]
- Brassica arenosa Jord.[2]
- Brassica cheiranthiflora (Willd.) DC.[3] [2]
- Brassica cheiranthos Vill.[3]
- Brassica densiflora Jord.[2]
- Brassica ensifera Dumort.[2]
- Brassica glareosa Jord.[2]
- Brassica johnstonii Samp.[2]
- Brassica monensis f. cheiranthiflora (Willd.) Paol.[2]
- Brassica monensis subsp. cheiranthos (Vill.) P. Fourn.[3]
- Brassica petrosa Jord.[2]
- Brassica racemiflora Jord.[2]
- Brassica recurvata (All.) Jordan[3]
- Brassica setigera (J.Gay ex Lange) Willk.[2]
- Brassica valentina var. pseudoerucastrum (Brot.) Mariz[2]
- Brassicella arenosa Fourr.[2]
- Brassicella cheiranthos (Vill.) Fourr.[2]
- Brassicella erucastrum subsp. cheiranthos (Vill.) Maire in Jahandiez & Maire[3]
- Brassicella monensis subsp. coincyoides (Humbert & Maire) Maire[2]
- Brassicella pseudoerucastrum (Brot.) O.E.Schulz[2]
- Brassicella setigera (J.Gay ex Lange) Font Quer & Rothm.[2]
- Coincya cheiranthos (Vill.) Greuter & Burdet[2]
- Coincya monensis subsp. recurvata (All.) Leadlay[2]
- Coincya pseudoerucastrum (Brot.) Greuter & Burdet[2]
- Diplotaxis setosa (Lapeyr.) DC.[2]
- Erucastrum cheiranthiflorum (Willd. ex Pers.) Link[2]
- Erucastrum montanum Hegetschw.[2]
- Erysimum arvense Thore[2]
- Hutera cheiranthos (Vill.) Gomez-Campo[2]
- Hutera cheiranthos (Vill.) Gómez-Campo[3]
- Hutera johnstonii (Samp.) Gomez-Campo[2]
- Hutera pseudoerucastrum (Brot.) Gomez-Campo[2]
- Napus villarsii K.F.Schimp. & Spenn.[2]
- Raphanus cheiranthiflorus Willd.[2]
- Rhynchosinapis cheiranthos (Vill.) Dandy[3] [2]
- Rhynchosinapis granatensis Heywood[2]
- Rhynchosinapis johnstonii (Samp.) Heywood[2]
- Rhynchosinapis pseudoerucastrum (Brot.) Franco[2]
- Sinapi pinnipartitum Dulac[2]
- Sinapis cheiranthiflora Meigen[2]
- Sinapis cheiranthos (Vill.) Koch in Röhling[3]
- Sinapis erucastrum Lagr.-Fossat[2]
- Sinapis foucaudi Sennen[2]
- Sinapis montana (Raf.) Bourg. ex Nyman[2]
- Sinapis recurvata All.[2]
- Sinapis setigera J.Gay ex Lange[2]
- Sinapis tournefortii All.[2]
- Sisymbrium burgundiacum DC.[2]
- Turritis setosa Lapeyr.[2]

Coincya cheiranthos, la Moutarde giroflée, est une espèce de plantes à fleurs herbacées de la famille des Brassicaceae.

## Taxonomie
La dénomination Coincya monensis (L.) Greuter & Burdet subsp. cheiranthos (Vill.) C.Aedo Pérez, Leadlay & Muñoz Garm. semble être actuellement préférée par certains auteurs.

## Liste des sous-espèces
Selon Tropicos (26 avril 2020) (Attention liste brute contenant possiblement des synonymes) :
- Coincya cheiranthos subsp. cheiranthos
- Coincya cheiranthos subsp. montana Greuter & Burdet
- Coincya cheiranthos subsp. nevadensis (Willk.) Greuter & Burdet
- Coincya cheiranthos subsp. rectangularis (Viv.) Greuter & Burdet

## Répartition
Europe de l'ouest. Presque toute la France de 0 à 2200 m; nul dans le Nord et le Nord-Est.

## Habitats
Pelouses psammophiles (sableuses) et rocailles sur silice.